# ねこぢる
ねこぢる（本名：橋口 千代美：旧姓は中山、1967年1月19日 - 1998年5月10日）は、日本の女性漫画家。夫は同じく漫画家の山野一。
1990年『月刊漫画ガロ』誌6月号掲載の『ねこぢるうどん』でデビュー。当初のペンネームは「ねこぢるし」で後に「ねこぢる」と改名。可愛さと残酷さが同居する、ポップでシュールな作風が人気を博す。しかし1998年5月10日、東京都町田市の自宅にて縊死（自殺）により死去した。31歳没。

## 概要
ねこぢるは貧困や差別、電波、畸形、障害者などを題材にした反社会的な作風を得意とする鬼畜系漫画家の山野の妻であった女性のペンネームであり、ねこぢると山野の二人から成る漫画制作ユニットの共有筆名でもあった。
それまで、エキセントリックな短編集『夢の島で逢いましょう』『貧困魔境伝ヒヤパカ』『混沌大陸パンゲア』や長編怪作『四丁目の夕日』『どぶさらい劇場』の作者としてカルト的な人気を得ていた特殊漫画家の山野はある日、妻の描いた落書きに「尋常ではない何か」を感じとり、その落書きをもとに妻と『ねこぢるうどん』という短編を共同制作する。この漫画を山野が青林堂の『ガロ』に持ち込んだことでねこぢるは世に出ることになった。
ねこぢるの活動期間は1990年から1998年までのわずか8年間であったが、その特異な作風は「ガロ系」の枠を大きく飛び越えて当時のアイドルからバックパッカーまで幅広い支持を集めた。没後もテレビアニメやOVAなどのメディアミックスが行われており、現在に至るまでファンを増やし続けている。
ねこぢる名義の発表作品はすべて山野とねこぢるの共作であるが、作品ごとの役割分担ははっきりしていない。

## 経歴

### 生い立ち
埼玉県北足立郡鳩ヶ谷町（生後すぐに当町は市制施行し、鳩ヶ谷市を経て現：川口市）出身。不動産業を営む裕福な家庭に生まれ、鳩ヶ谷市の東鳩ヶ谷団地の近所で育つ。最初に覚えた言葉は「ばか」で誰に対しても「ばか」と言っていたという。
学歴は不詳だが吉永嘉明の証言によれば地元の美容専門学校に通っており、学生時代は佐藤薫（1980年代の伝説的なニュー・ウェイヴバンド「EP-4」「TACO」で活躍していたミュージシャン）の追っかけをしていたという。
また当時購読していた青林堂発行の漫画雑誌『ガロ』を通して根本敬、丸尾末広、花輪和一、諸星大二郎などの作家に傾倒。特に山野一の作品集『夢の島で逢いましょう』（青林堂）に感銘を受ける。
ねこぢるは知人の知人を通して山野と接触し、押しかけ女房のような形で18歳の時に山野と結婚する。結婚後は山野のセミアシスタントとしてベタ塗りなどの単純作業を手伝うが、漫画家になるつもりは全くなかったという。

### 漫画家デビュー
ある日、ねこぢるが暇を持てあまして画用紙に「奇妙なタコのようなネコの絵」を描いて遊んでいたところ、彼女の絵を見た山野が「言語化不可能なある種の違和感かもしれないけど、大人に解釈されたものではない生々しい幼児性というか、かわいさと気持ち悪さと残虐性が入り交じった奇妙な魅力」を感じ、その絵をモチーフにした原作を山野が作り、ねこぢるが絵を描いて一本の漫画を創作する。なお、夫妻とも漫画家としての訓練は一切受けておらず、絵に関しては完全に独学であるという。
この原稿を山野が青林堂に持ち込んだところ、ガロ編集部の高市真紀（山田花子の実妹、のちに担当編集者）や白取千夏雄（のちに『ガロ』副編集長）から好評を得て『月刊漫画ガロ』1990年6月号より『ねこぢるうどん』の連載を開始する。この連作の元にもなったデビュー作は、子猫がうどん屋で去勢されて死ぬというだけの内容である。
このデビュー作から夫の山野は「作・山野一 画・ねこぢるし」の共同名義でクレジットされるようになり、唯一無二の「共同創作者」としての役割を務めることになった。二人には「極めて微妙」な役割分担があり、ねこぢるの発想やメモをもとに山野がストーリーをネームにして書き起こし「読める漫画」にまで再構成する役割などを担った（山野はこの作業を「通訳」と述べている）。これらの連作は、ねこぢる自身の夢の中の体験を基にした支離滅裂で不条理な展開やドラッグ中毒のようにサイケデリックな描写が特徴的である。
1992年には『ガロ』6月号で特集が組まれ、知久寿焼、岡崎京子、根本敬、逆柱いみり、スージー甘金、松尾スズキ、土橋とし子、井坂洋子、内田春菊、黒川創らが批評文を寄稿した。
1995年2月～3月、インドのバラナシを山野一と放浪し、場末のレストランにあったテレビで地下鉄サリン事件を知る。このインド体験は『ぢるぢる旅行記 インド編』として漫画化されており、自殺する直前の1998年2月にぶんか社から単行本が出版されている。なお、夫の山野は事件が発覚する数年前にカルト新興宗教団体の栄枯盛衰を描いた『どぶさらい劇場』という鬼畜漫画を連載していたほか、夫妻ともにヒンドゥー教に対する造詣が深く、シヴァを信奉するオウム真理教が起こした一連の事件は夫妻に強烈な印象を残すことになった。

### ブーム到来
1990年代後半になると、当時流行していた悪趣味ブームの流れで「ねこぢるブーム」が起こる。以後、『ガロ』『ヤングサンデー』『コミックビンゴ!』『ビッグコミックスピリッツ』『ヤングアニマル』『テレビブロス』『SPA!』『危ない1号』『小説すばる』まで漫画雑誌の枠を超えて数多くの媒体で多岐に渡り作品を発表、東京電力の宣伝キャラクターまで仕事の幅は非常に幅広かった。またポップな絵柄とシュールな作風のギャップからねこぢるの作品は『ガロ』以外の一般読者にも注目されるようになり、若年層や女子中高生の支持も集めたとされている。
山野とねこぢるは仕事ならなんでも引き受ける方針だったため、ブームによって増えた仕事の依頼を断ることができず、作品の量産と表現の自主規制を二人は強いられた。ねこぢるは次第に精神が不安定になり、自殺未遂を繰り返すなど奇行が目立つようになる。何度も「死は別に怖くない」と周囲に述べ、編集者にも「死のうと思ったことありますか？」と尋ねたこともあったという。

### 晩年
1998年4月、原稿依頼をした女性編集者に電話で2時間にわたり「自分はもう好きなものしか描きたくない。お金になるとかじゃなく描きたいものだけを描いていきたい」「仕事依頼が殺到して自分の方向性や資質と違うことばかりやらされていて本当につらい。いきなり仕事量が増えて体力が消耗しきっているので、もうこれ以上何も考えられないし、何もできない」と現状の不満を打ち明ける。翌5月5日には白泉社の担当編集者に「漫画を描くのは疲れた。もう漫画家をやめて旦那と一緒に発展途上国に行って暮らしたい」と電話口で漏らしていた。
1998年5月10日午後3時18分、町田市の自宅マンションのトイレにてドアノブに掛けたタオルで首を吊った状態になっているのを夫の山野によって発見された。31歳没。遺体は発見が遅れて死後硬直が始まっていたという。

### 1998年5月10日以降
その後も山野は「ねこぢるy」のペンネームで、ねこぢるワールドを引き継いで創作を続けている。ねこぢるの死後制作されたOVA『ねこぢる草』は、『ねこぢるうどん』の各編のシチュエーションをモチーフにした幻想的な作品に仕上がっている。

## 人物
ねこぢる自身は素顔や詳細なプロフィールをほとんど公表しておらず、『ガロ』1992年6月号の特集に掲載されたねこぢるの写真のみが一般に素顔を見せた唯一の例である。

### 容姿・性格
ねこぢるの夫の山野はねこぢるの人物像について、「身長153センチ、体重37キロ、童顔…。18の時出会ってからずっと、彼女はその姿もメンタリティーも、ほとんど変わることはありませんでした。それは彼女を知る人が共通して持っていた感想で、私もそれが不思議であると同時に、不安でもあったのですが…」「生前彼女は、かなりエキセントリックな個性の持ち主でした。気が強い半面極めてナイーブで、私の他にはごく限られた“波長”の合う友人にしか心を開くことはありませんでした。“波長”の合わない人と会うことは、彼女にとって苦痛で、それが極端な場合には精神的にも肉体的にも、かなりダメージを受けていたようです。彼女程でないにしろ、私にも同じような傾向があり、二人ともノーマルな社会人としては全く不適格でした」と寄稿した追悼文の中で述べている。

### 嫌いなものは嫌い
ねこぢると交友のあった『危ない1号』編集者の吉永嘉明によると、ねこぢるは基本的に殆どの人間や対象にまるで関心がなく、それらに対する口癖も「つまんない」「嫌い」「相性が悪い」「興味がない」「関心がない」「波長が合わない」など嘘がつけない体質だけに極めてストレートなものだったという。“特殊漫画家”の根本敬もねこぢるの性格について、「他人の正体や物の本質をパッと見抜けてしまう人。またそれを素直に口にしてしまう正直者」と評している。
一方で、興味のある対象には非常に積極的であり、とくに“波長”の合う人物には熱狂的な好意を抱いた。また好意を抱いた人物には「追っかけ」とも言える行動に出ることもあり、夫・山野一と結婚した経緯も、ねこぢるが山野の住むアパートにまで押し掛けて、そのまま上がり込んでしまったからだという。吉永いわく山野はねこぢるの「お母さん」のような存在でもあり、ねこぢるの自殺についても「あそこまで生きたのも山野さんがいたからだとも思う」と語っている。
山野とねこぢるの関係性について1998年当時『ガロ』の編集長を務めていた長戸雅之も「仲が良く、波長が合っている二人」「お互いに心を許せるパートナーと思いました」と語っており、雨の日に喫茶店で待ち合わせした時も、夫妻は相合い傘をしてやってきて、帰りも一つの傘で一緒に帰って行ったと回想している。

### 自閉的な性格
吉永の証言によれば、ねこぢるはうつ病で精神科に通院しており、出会った頃には既に自閉的な性格が完全に確立していたという。吉永はねこぢるの自閉について、「精神的に孤立して自分の内面にこもる傾向が育まれたのかもしれない」と推察している。
また『月刊漫画ガロ』の担当編集者であった青林堂（現 :青林工藝舎）の高市真紀の証言でも、ねこぢるは殆ど外出せず、喫茶店も嫌いでお世辞や社交辞令にも敏感に反応してしまい、世間との付き合いは苦手だったという。その一方で高市の姉で漫画家の山田花子が1992年に投身自殺した時には、高市が山田の後追いをするのでないかと心配して「何でも相談するんだよ」と親身に話を聞いてくれたと述べている。なお、「心を見抜かれそう」と緊張していた高市に対して「大丈夫、緊張しないで」と声をかける一面もあったという。

### 乏しい食欲
ねこぢるには食欲が存在しなかったようで、ねこぢるについて吉永が「最期のほうは生きる欲望も薄れていった」とも述べている。また肉や魚に関しても「血の味がするから」と全く食べず、友人の巽早紀（元ペヨトル工房編集者。吉永嘉明の妻。2003年に縊死）が勧めたアボカドも一口食べて勢いよく吐き出したという。
これに関して生前、ねこぢるは「トンカツって豚の死体だよね」という感想を夫の山野に述べており、漫画の中でも豚は下等生物として罵られ殺され食べられる家畜程度の存在にしか描かれていない。

### 強い責任感
ねこぢるの死後、『COMIC GON!』（大洋図書／ミリオン出版）3号で「蘇るねこぢるワールド」という特集が組まれ、ねこぢるに接触した17人の編集者のインタビューが掲載された。この中で『テレビブロス』編集者の小田倉智も、ねこぢるが自殺する直前に過労で入院していたことを明かしている。
ねこぢるについて担当編集者らは、「原稿の締め切りをキッチリと守る人だった。月に数十本の原稿を抱えながら、締め切りを守るのは至難の業、それをやり遂げたねこぢるはムチャクチャ責任感のある人」「自分の漫画を読んでいる有名人をそれとなくチェックして帯の推薦文の人選を考えたり、10代の子が自分の本をおこづかいで買えるように、価格を下げるように交渉したり、単行本を作る過程でいろいろ知恵を絞っていた」と証言している。この特集を企画した編集者はこれらの証言を踏まえて「『自分の人気は一時的なもので、すぐ売れなくなる』と、自分の人気に甘んじない冷静さがあったので、彼女は来る仕事を拒まず、なおさら人気漫画家となったのでは」と推察していた。

### 不規則な生活
ねこぢるは、売れっ子になる前から3日間起き続け、その後丸1日寝るという体内時計（サーカディアン・リズム）に逆らった不規則な生活を送っていた。その様子は自殺の二日前に描いた遺稿『ガラス窓』でも見ることが出来る。

## 作風
- ねこぢる作品の多くは、子供特有の残酷さを持った無邪気な子猫の姉弟「にゃーこ」と「にゃっ太」を主人公とする一話完結型の不条理漫画である（自身を主人公とした『ぢるぢる旅行記』や『ぢるぢる日記』などのエッセイ漫画でも、作者のねこぢるが猫の姿で描かれている）。唯一の例外として、短編『つなみ』はヒトが主人公である。
- 猫の「にゃーこ」と「にゃっ太」を主人公とした連作『ねこぢるうどん』（画・ねこぢる／作・山野一）は評価が高い。にゃーことにゃっ太は子供であり、主婦の母と、工場勤務でアルコール使用障害の父を持つ。にゃーこは喋れるが、にゃっ太は猫の鳴き声でしか喋れないという設定である。しかし、唯一の例外として初登場回である『かぶとむしの巻』では、にゃっ太が普通に喋る姿が見られる[注釈 6]。
- 夫で原作者の山野はエッセイである『インドぢる』において、このキャラクターの出生について言及している。それによると、ねこぢるが暇を持てあまして画用紙に落書きをしていた時に、描いていたイラストが「にゃーこ」と「にゃっ太」の原型になっているとのこと[25]。また山野はアルカイックスマイルにも通じるねこぢるの独特な絵柄について「初期の蛭子能収さんの、何も考えないで描く人間の顔なんかも、当の蛭子さんが無自覚な狂気みたいなものまで、見る者に伝えたりするのと似たようなもの」を感じていたと述べている[6]。
- 作品中には猫の他にも動物の姿をしたキャラクターが多く登場するが話の舞台は人間世界であることが多く、現実社会におけるタブーや底辺社会を描写したブラックな作品も多い。また作品中にはマジックマッシュルームやLSDといった違法な薬物もたびたび登場する。
- 山野によれば、漫画にどうしても反映せざるを得ない人や物を目撃する機会が多く、傍観するような視界の中にそういう人がよく登場するとインタビューで答えている[26][27][28]。また奇妙な人物との遭遇体験は『ねこぢるうどん』などの創作漫画にも強く反映されている[2]。
- 山野曰く、ねこぢるには「変な人に遭遇する不思議な力」があり、人混みで明らかに怪しい男が遠くから真っ直ぐねこぢるに向かって歩いてきて「おれ、頭ばかなんだ」と言ってねこぢるの腕に掴みかかったというエピソードも存在する[29]。
- 『ねこぢるうどん3』（文藝春秋）に収録された「夢のメモ」からもわかるようにねこぢる自身の夢の中の体験を基にした奇想天外な内容の作品も多数存在する。一方でねこぢるはエッセイ作品においても「路上でうんこをしている人を見た」[30]「深夜目覚めると知らないおばさんが笑って見下ろしていた」[31]「逆L字形をした物体が光りながら移動していた」[32]といった不可思議な体験を数多く描き残しており、生前のインタビューでも「そういえば夢が外に出てきちゃった時がありました。夜中に犬にかまれて手を振り払ったら、犬が布団の上にいて、すぐに泡のように消えていっちゃった」と述べたことがある[29]。これに関して吉永嘉明は「彼女は夢と現実があやふやに混じり合ったような、分裂的な思考回路を持っていた。たぶん本人の目には見えているのだろう」と語っている[33][34]。

## 漫画単行本
山野一（ねこぢるy）による『おばけアパート前編』（アトリエサード）以外の単行本は現在すべて絶版である（ただし没後20年目の2018年10月に全作品を収録した『ねこぢる大全』上下巻が電子書籍の形でKindle・iBooks・Koboにて復刊された）。また一部の作品は海外で翻訳出版されている。

### 「ねこぢる」名義
- ねこぢるうどん （青林堂 1992～1995 全2巻／文藝春秋 1998～1999 全3巻）
- ねこぢるだんご （朝日新聞社 1997/ソノラマコミック文庫 2002）
- ねこぢる食堂 （白泉社 1997/白泉社文庫 2001）
- ねこ神さま （全2巻 文藝春秋 1997～1998/全1巻 文春文庫PLUS 2001）
- ねこぢるまんじゅう （文藝春秋 1998/文春文庫PLUS 2001）
- ねこぢるせんべい （集英社 1998/集英社文庫 2002）
- ぢるぢる日記 （二見書房 1998/二見書房 2000 文庫化）
- ぢるぢる旅行記・インド編 （ぶんか社 1998/Kindle 2017）
- ぢるぢる旅行記・総集編 （青林堂 2001）
- ねこぢる大全 （文藝春秋 2008/Kindle 2018）上下巻

### 「ねこぢるy」名義
- ねこぢるyうどん （青林堂 2000-2002）全3巻
- インドぢる （文春ネスコ 2003）
- おばけアパート前編 （アトリエサード／書苑新社 2013）

- 汁ゾンビ　(Kindle 2024) 全1巻

## アニメーション
ねこぢるの漫画は、テレビ朝日系の深夜番組『爆笑問題のボスキャラ王』の1コーナーとして1998年に短編アニメ化されのちに『ねこぢる劇場』というタイトルのビデオとDVDが発売された。
2001年にはOVA『ねこぢる草』（監督・佐藤竜雄）が製作されている。これは『ねこぢる劇場』の続編ではなく全く無関係の作品である。脚本・絵コンテ・演出・作画監督の4役に湯浅政明を迎え、ねこぢる本来の画風を生かしつつ、湯浅独自の世界観を融合させた幻想的な映像になっている。同年の文化庁メディア芸術祭アニメーション部門では優秀賞を受賞した。また『ねこぢる草』のタイトルでサウンドトラックも発売されている。

## 山野一との創作上の関係
夫妻と面識があった評論家の黒川創が『ガロ』に寄稿したコラムの中で「山野一は、ねこぢるのストーリー作り補助、ペン入れ下働き、スクリーントーン貼り付け係、および渉外担当のような受け持ちをしてきたらしい。つまり、『ねこぢる』というのは個人名というより一種の屋号で、その『ねこぢる』の成分には10%か20%“山野一”が配合されているのだと考えられなくもない。私が彼女のことを“ねこぢる”と呼ぶたび、自分の頭のうしろのほうでは（……ただし、20%の山野一成分抜きの）と、落ち着きのないささやきが聞こえる。ちょっとイライラする。いったい、彼女は誰なのだろう」と述べており、二人の「極めて微妙」な関係性に困惑していたという。また“特殊漫画家”の根本敬も「ただの共作者とか夫婦とか友人とかとは違う、ジョン・レノンとオノ・ヨーコ以上の何か深いものを感じていた」と語っている。

### 山野一との相互影響
山野によると、ねこぢるの最初の漫画は、ねこぢるがチラシの裏や画用紙などに描いていた「奇妙なタコのようなネコの絵」をモチーフとして、ねこぢるの夢のメモをもとに山野がストーリーを書くことから始まった。そのため初期のねこぢる作品である『ねこぢるうどん』では山野が原作者としてクレジットされている。二人には「極めて微妙」な役割分担があり、外部の人間をアシスタントとして入れることが出来なかったため、山野がねこぢるの「唯一の共同創作者」であった。
山野の作品中にも、ねこぢる作品から着想された物が多数登場する。1990年代前半の山野作品である『カリ・ユガ』や『どぶさらい劇場』にも、ねこぢる作品のキャラクターである「にゃーこ」や「にゃっ太」の絵が描かれている箇所が存在する。二人の作品に共通して現れる物の例として、「はぐれ豚」または「一匹豚」と書かれた看板が飾られている装飾付きの大型トラックなどがある。
ねこぢるのルポルタージュ漫画作品『ぢるぢる旅行記』（ぶんか社／青林堂）では、ねこぢると「旦那」の二人によるインドやネパールでの旅が描かれている。また、ねこぢるが自身の私生活を題材とした作品『ぢるぢる日記』にも「鬼畜系マンガ家」である「旦那」が登場している。
なお、山野の作品にもねこぢるが部分的に関与しており、山野が1980年代後半に『漫画スカット』（みのり書房、掲載年月日不明）に発表した短編『荒野のハリガネ虫』では冒頭のクレジットに「CHARACTER DESINE C.NAKAYAMA」というねこぢるの本名の記載がある。また『ガロ』1987年9月号掲載の短編『在日特殊小児伝きよしちゃん』には、ねこぢるの本名と同じ「チヨミ」という少女が登場しており、1990年に山野が『月刊HEN』というエロ本に発表した短編『さるのあな』でも「チヨミ」に似た少女が登場している。いずれの作品も子供的狂気と障害児虐待をメイン・テーマにしており、ねこぢる作品に近接した世界観となっている。
ねこぢるの死後、山野は雑誌に寄稿した「追悼文」の中で、1998年5月以前の自身の活動について「私も以前は、だいぶ問題のある漫画を描いていたものですが、“酔った者勝ち”と申しましょうか…。上には上がいるもので、ここ数年はほとんどねこぢるのアシストに専念しておりました」と打ち明けている。また彼女の創作的な感性と可能性について「ねこぢるは右脳型というか、完全に感性がまさった人で、もし彼女が一人で創作していたら、もっとずっとブッ飛んだトランシーな作品ができていたことでしょう」と評価している。
その後、山野はねこぢるの様式で描いた漫画作品を「ねこぢるy」の名義で受け継ぎ、ねこぢるの創作様式を踏襲する一方で、コンピュータによる作画を全般的に採り入れた。

## 自殺
ねこぢるは生前より自殺未遂経験があり、自殺の数年前に書かれた遺書が存在する。その遺書には「生きていたことさえも忘れてほしい」「お墓はいらない」「死んだ動機については一切話さないこと」と記されていたが、遺族の意向で墓が建てられている。ただし墓石には名前が書かれておらず、ブラフマン（至高の存在、宇宙の根本原理）を意味する梵字がひとつ彫ってあるのみである。
夫の山野は自殺の真相について「故人の遺志により、その動機、いきさつについては一切お伝えすることができません。一部マスコミで“某ミュージシャンの後追い”との憶測報道がなされましたが、そのような事実はありません。ねこぢるはテクノやゴア・トランスに傾倒しており、お通夜に流した音は、彼女が“天才”と敬愛して止まなかったAphex Twin（Richard D.James）の『SELECTED AMBIENT WORKS VOLUME II』で、本人の強い希望により、柩に納められたのは、彼女が持っていたAphex TwinのすべてのCDとビデオでした」とコメントしている。この某ミュージシャンとは、この数日前に他界したX JAPANのギタリストhideである。この事に関して山野は「（hideの曲に関して）彼女は多分一秒も聞いたことはない」と述べている。

## 評価・分析
- 知久寿焼 - にゃー子とにゃっ太の表情は微妙だ。猫の口もとが「ω」なのも手伝ってはいるが。そんな、キチガイのそれっていう感じの表情のまんま、身のまわりで起こる出来事に対して、情緒的なところをすこんと欠落させたみたいな単純でまっすぐな反応をする二匹──あれっ？やっぱりキチガイみたいだなぁ。そうか。そうです、ぼくは『ねこぢるうどん』の、この淡々としてキチガイなとこに感じちゃうんですよ。でも姉弟仲いいよね[41]。
- 岡崎京子 - ゆかいにむじゃきに「ぶちゅう」と虫をふみしだいてゆく2匹の幼いねこ姉弟。働く職工が黒こげの丸やきになって単々と死んでゆく、「ふーん」とみつめる2匹。いやな感じ。やだなぁ。でも私はこの「やだなぁ」という感じは人間が生きてゆく上でとても大切なものだと思うし実は好きです[42]。
- 唐沢俊一 - 幼児の持つ、プリミティブな残酷性をこれほど直観的に描き出した作品はないだろう。猫の姉弟の基本的に無表情なままの残酷行為は、われわれが子供のころ、親に怒られても叱られても、なぜかやめられなかった、小動物の虐待の記憶をまざまざとよみがえらせる。そして、それを一種痛快な記憶としてよみがえらせている自分に気がついてハッとさせられるのである[43]。
- 速水由紀子 - 1970年代前後の懐かしい家や街、猫家族のメルヘン世界を、突如、殺戮や狂気がスパッと切り裂く唐突さ。物置の片隅にファンタジーとお化けと殺意が同居していた、子供の頃の記憶がリアルに蘇ってくる。グリム童話の無垢な残酷さにも通じるものだ[7]。
- ねこぢるy - その目を初めて見たのは、彼女が暇を持てあまして書き殴っていた画用紙だ。魅力は確かにあるのだが、その正体がよくわからない。可愛いようで怖い。単純なようでもあり計り知れなくもある。原始人のケイブアート、あの半ば記号化されたような動物や人、あるいは六芒星やハーケンクロイツといったシンボリックな図形。そういった要素が、描いた本人も無自覚なうちに備わっているのではなかろうか[25]。
- 蛭子能収 - 最初はとにかく、ばっと飛ばして見てた。『ガロ』に載ってても、真面目に見たことなかったんですよ。あれはただの可愛い漫画とばかり思っていたもんですから。見るとこんな残酷で。よくあれが受け容れられたと思いますよ。だから、不思議でたまらない[11]。
- 柳下毅一郎 - ねこぢるがあれほどのポピュラリティーを獲得できた理由も毒に満ち満ちた内容と、アンバランスな丸っこい描線の可愛らしい絵柄。ミスマッチとも言えそうだが、甘ったるい絵柄が毒をくるむ糖衣となったおかげで、ほど良く辛みを効かせることになったのだ。これが山野一ではそうはいかない。透明な、抽象度の高い絵で生々しさを抜いたからこそ、女子供にも愛されるねこぢるケータイストラップが作られたわけである[44]。
- 村崎百郎 - ねこぢる漫画の根底にあるのは何かに対立する“反”の意識などではなく、非倫理、非道徳、非社会性ともいうべき、あらゆるものから隔絶し超然とした精神である[44]。
- 青山正明 - ねこぢるの創作する世界では、凡百の残酷童話にありがちな説教めいた教訓などなく、強い動物は弱い動物にどんな暴力を振るおうが、その死肉を食らおうがお構いなしだ。ところが、その一方で、主人公たる猫一家は、奇妙なところは多々あるとはいえ、とりあえず仲むつまじい家族である。いつも手をつないで歩く、強く怖い父、分別ある母。こうした家族のあり方は、今の世にあっては、現実とは程遠いファンタジーと言えよう[45]。
- 吉永嘉明 - ねこぢるは「おばさんになるぐらいなら死んだほうがいい」とよく話していた。ひょっとしたら、生きることは、死ぬよりもつらいのではないか？と考えたこともある。それでも生きていく中に、きっと、ささやかな喜びがある。年を取ることを恐れないでほしいし、残された人のつらさも考えてほしい[46]。
- 根本敬 - 大抵、自殺は不幸なものだ。だが、例外もある。自殺した当人が類い稀なるキャラクターを持ち、その人らしい生き方の選択肢のひとつとして成り立つ事もタマにはあるかと思う。ねこぢるの場合がそうだ。死後、つくづく彼女は「大物」で、そして「本物」だったと実感する。そのねこぢるが「この世はもう、この辺でいい」と決断してこうなった以上、これはもう認める他ないのである。年々盛り上る、漫画家としての世間的な人気をよそに、本人は「つなみ」の様な世界で浮遊していたのではないか。俗にいう“あの世”なんてない。丹波哲郎のいう“大霊界”などあってたまるか。だが、“この世”以外の“別世界”は確実にあると思う。ねこぢるは今そこにいる[47]。ねこぢるy名義での諸作品を制作する過程で山野さんは別世界にいる、ねこぢると交感し、精神の安定を得ていたのではなかろうか。『ねこぢるうどん』が真の評価を受けるのはまだ先の事だろう。何故ならこの作品はどこかへ向かうためのバルドっていうんですか、その途上にあるから。一体どこへ辿り着くのか？ それは─山野さんの脳内で行われる─山野さんとねこぢるによる「脳内コックリさん」でコインがどの方向へスーッと動くのか、それによって決まるだろうが、どちらが主導権を握るか、それによって道筋も違って来る。が、いずれにせよ辿り着く先はひとつだろう[48]。
- 山野一 - なぜ読者の方々は、ねこぢるの漫画に安堵感を覚えたのだろうか？…それは彼女の漫画がもつノスタルジックな雰囲気のせいかもしれない…。しかしそれよりも、自分との出会い…とうの昔に置き忘れてきた“自分自身”に再開した…そういう懐かしさなのではないだろうか？ まだ何の分別もなく、本能のままに生きていた頃の自分…。道徳や良識や、学校教育による洗脳を受ける前の自分…。社会化される過程で、未分化なまま深層意識の奥底に幽閉されてしまった自分…。その無垢さの中には当然、暴力性や非合理性・本能的差別性も含まれる…。人間のそういう性質が、この現代社会にそぐわないことはよく解る。どんな人間であれ、その人の生まれた社会に順応することを強要され、またそうしないと生きてはいけない。しかし問題なのは、世の中の都合はどうであれ“元々人間はそのような存在ではない”ということだ。もって生まれた資質の一部を、押し殺さざるをえない個々の人間は、とても十全とはいえないし、幸福ともいえない…。ねこぢるの漫画は、そういった問題を潜在的にかかえ、またそれを自覚していない若者達に、カタルシスを与えていたのだと思う[49]。生前彼女はチベット密教の行者レベルまでトランスできる、類いまれな才能を持っておりました。お葬式でお経を上げていただいたお坊さまにははなはだ失礼ですが、少なくとも彼の千倍はステージが高かったと思われるので大丈夫…。今頃は俗世界も私のことも何もかも忘れ、ブラフマンと同一化してることでしょう[5]。

## 展示

### 個展
- 2010.10.5-10.9 「ねこぢるyの世界2010」渋谷ポスターハリスギャラリー
- 2011.3.4-3.13 ねこぢるy個展「湾曲した記憶」渋谷ポスターハリスギャラリー
- 2011.9.17-9.26 山野一とねこぢるy個展「失地への帰還」渋谷ポスターハリスギャラリー
- 2013.11.1-11.17 漫画家生活30周年記念「ねこぢるy（山野一）新作漫画原画&絵画展2013」渋谷ポスターハリスギャラリー
- 2015.8.20-9.5 山野一/ねこぢるy個展「そこいらの涅槃（ニルヴァーナ）」ぎんけいさろん&ギャラリー 東京銀座
- 2016.7.7-8.30 ねこぢる・ねこぢるy・山野一作品展「ねこぢるのなつやすみ」不思議博物館分室サナトリウム 福岡天神
- 2017.1.19-2.4 ねこぢる生誕50周年記念「ねこぢる&ねこぢるy展」ぎんけいさろん&ギャラリー 東京銀座
- 2018.3.23-4.7 ねこぢる・山野一・ねこぢるy展2018「幸せの成り行き」ぎんけいさろん&ギャラリー 東京銀座
- 2018.7.5-8.28 ねこぢる・ねこぢるy・山野一作品展「ねこぢるの国」不思議博物館分室サナトリウム 福岡天神

## 関連人物

### 影響を受けた人物
山野一
鬼畜系漫画家。ねこぢるの共同創作者として原作ネームや作画アシスタントを担当。また彼女のマネージャーとして渉外担当の役回りも務めていた。
佐藤薫
ねこぢるが1980年代に追っかけをしていたミュージシャン。山崎春美の伝説的なロックバンド「TACO」の主要メンバー。京都のニュー・ウェイヴテクノファンクバンド「EP-4」のリーダー。
諸星大二郎
SF漫画家。ねこぢるは特に『無面目』という作品が大のお気に入りで、そのため、この作品の大ファンであるという旨のファンレターを諸星に送っている。
エイフェックス・ツイン
ねこぢるが最も傾倒していたミュージシャン。通夜に流した音楽もエイフェックス・ツインの『SELECTED AMBIENT WORKS VOLUME II』で、本人の強い希望により柩に納められたのは、彼女が持っていたエイフェックス・ツインのすべてのCDとビデオだった。

### 家族・親族
山野一
ねこぢるの夫。ねこぢるのルポルタージュ漫画作品『ぢるぢる旅行記』では、ねこぢると「旦那」の二人によるインドやネパールでの旅が描かれている。また、ねこぢるが自身の私生活を題材とした作品『ぢるぢる日記』にも「鬼畜系マンガ家」である「旦那」が登場している。
ただれ彦
ねこぢるの弟で山野の義弟。「ただれ彦」は生前のねこぢるが即興で付けた綽名。山野の旅行記『インドぢる』では、ただれ彦との二人旅の様子が書かれている。

### 友人
根本敬
特殊漫画家。夫妻ともに根本を尊敬しており、特にねこぢるは根本作品を初単行本『花ひらく家族天国』（青林堂）から愛読していたという。また根本もねこぢるの「本物性」を彼女のデビュー前から感じていたらしく、自殺を受けて「本物の実感」と題した追悼文を雑誌に寄稿した。
吉永嘉明
鬼畜系ムック『危ない1号』副編集長。ねこぢるとはデビュー当初からプライベートで交友があり、夫妻とも非常に親密な関係があった。著書に『自殺されちゃった僕』（飛鳥新社／幻冬舎アウトロー文庫）がある。
巽早紀
元ペヨトル工房の編集者（当時の同僚に鬼畜系ライターの村崎百郎がいる）。ねこぢるとは夫の吉永嘉明を通じて交友関係を持っていた。2003年9月28日に首吊り自殺。

### 編集者
高市真紀
元青林堂『ガロ』担当編集者。姉は漫画家の山田花子。現・青林工藝舎『アックス』編集者。
白取千夏雄
元青林堂『ガロ』副編集長。1998年に新宿ロフトプラスワンで行われた追悼トークライブ「ねこぢる追悼ナイト」に参加した。
加藤宏子
白泉社の担当編集者。『PUTAO』に連載されたエッセイ漫画『ぢるぢる見聞録』に担当のKさんとして登場する。
顔画工房
かつて青山正明の編集プロダクション「東京公司」に在籍していた縁で鬼畜系ムック『危ない1号』の編集を手伝う。ちなみに『ねこ神さま』第2巻収録の4コマ漫画では某出版社のバイト君として登場を果たしている。
蟹江幹彦
現・青林堂社長（山野に付けられたあだ名は「泥棒社長」）。1990年代にCD-ROM制作会社の大和堂を経営しており、当時青林堂の社長であった山中潤よりねこぢるの版権を譲り受け、ねこぢる作品のCD-ROM版やグッズの販売を行っていた。ねこぢるの死後は青林堂の社長になり、故人の版権を数年間管理していたが、山野とは見解の相違により関係が悪化し絶縁状態となった（その後、OVA『ねこぢる草』の著作権使用料について実際は販売元から支払われていたにも関わらず「印税の支払いはない」という虚偽の報告を行い、山野に一銭たりとも支払わなかったことが判明する）。また2010年代以降はサブカルチャー漫画中心だった青林堂を政治思想中心の極右出版社に路線転換させたこともあり、現在の青林堂について白取千夏雄の弟子である編集者・劇画評論家の劇画狼は「ガロの青林堂から社名買っただけの別会社」としている。

## 関連作品
- 山野一
  - 夢の島で逢いましょう（青林堂）
  - 四丁目の夕日（青林堂）
  - 貧困魔境伝ヒヤパカ（青林堂）
  - 混沌大陸パンゲア（青林堂）
  - どぶさらい劇場（青林堂）

- ねこぢる
  - ねこぢるうどん（青林堂）
  - ねこ神さま（文藝春秋）
  - ぢるぢる旅行記（ぶんか社）
  - ねこぢる食堂（白泉社）
  - ねこぢるだんご（朝日ソノラマ）
  - ねこぢるせんべい（集英社）
  - ねこぢるまんじゅう（文藝春秋）
  - デンキくん（東京電力）

- ねこぢるy
  - ねこぢるyうどん（青林堂）
  - インドぢる（文春ネスコ）
  - おばけアパート（アトリエサード）

- 吉永嘉明
  - 自殺されちゃった僕（幻冬舎アウトロー文庫）

## 関連文献
- 『SPA!』1995年12月20日号 扶桑社
  - 鶴見済「道徳信仰を突き放し、この世の真実を描く“裏イソップ物語”ねこぢる『ねこぢるうどん』」
- 『危ない1号』第2巻 1996年4月発行 データハウス／東京公司
  - 吉永嘉明「貧乏人の悲惨な生活を描かせたら右に出る者なし! ロングインタビュー山野一」
- 『週刊宝石』1997年12月18日号 光文社
  - 村上知彦「こだわりのコミック ネコの姉弟が考えた数々の遊びは現代の子どもを映しだす鏡である ねこぢる『ねこぢる食堂』白泉社」
- 『ブブカ』1998年1月号 コアマガジン
  - かわいくってざんこくな本棚のペットねこぢるの飼い方／鬼畜なねこちゃんの何かがわかる本／特集ねこぢるマンガの生態
- 『GINZA』1998年1月号 マガジンハウス
  - 対談 蟹江幹彦×ねこぢる
- 『週刊新潮』1998年5月28日号 新潮社 p.39「ドアノブで首吊り自殺した人気漫画家」
- 『女性自身』1998年6月2日号 光文社 p.47-48「忙しいOLのワイドショー講座 ねこぢるさん、hideと同じ方法で謎の自殺 熱狂的ファンにさよならも言わず」
- 『週刊朝日』1998年6月5日号 朝日新聞社 p.28「ねこぢるだけではない漫画家自殺 波南カンコ、山田花子も自殺したのは5月だった」
- 『SPA!』1998年6月10日号 扶桑社
  - 末広泰志「自殺したマンガ家の自分と現実を見つめる冷めた視線」
- 『週刊プレイボーイ』1998年8月25日号 集英社 p.275-276「98上半期事件簿 なぜ、そんなに死に急ぐのか？世紀末ニッポンに続出する『自殺』の裏側…。hideの自殺、女子高生・少年の後追い自殺、ねこぢるの自殺」
- 『ガロ』2000年6月号 青林堂
  - ねこぢるyインタビュー「特集ねこぢる10周年」
- 『ガロ』2001年1月号 青林堂
  - ねこぢるyインタビュー「特集ねこぢるy2001」
  - ねこぢるOVA監督・佐藤竜雄インタビュー
- 『ガロ』2001年6月号 青林堂
  - ねこぢるyインタビュー「特集ねこぢるy的アジアの旅」
- 『新潮45』2004年4月号 新潮社 p.106-114
  - 吉永嘉明「わが友ねこぢるの思い出と愛妻の自殺 人気漫画家の自殺から5年、わが妻も自ら命をたった。痛恨の手記」
- 『DVD BURST』2005年2月号 コアマガジン p.34-37
  - 吉永嘉明×山野一×根本敬「『自殺されちゃった僕』刊行特別鼎談─吉永嘉明×山野一×根本敬」
- 『実話GON!ナックルズ』2006年1月号 ミリオン出版 p.46-47
  - 吉永嘉明「親友のねこぢる・仕事仲間の青山正明・そして最愛の妻に自殺された 悲しみの最中に書き上げた『自殺されちゃった僕』。『自殺されちゃった僕』のその後」
- 『実話GON!ナックルズ』2006年5月号 ミリオン出版 p.111
  - 対談◎吉永嘉明×山野一「自殺されちゃった僕たち【Vol.3】正しく失望せよ!」
- 『創』2006年11月号 創出版 p.138-143
  - 唐沢俊一×岡田斗司夫「新世紀オタク清談 25回 マンガ家という生き方 犬丸りんの自殺、ねこぢる、高橋留美子、手塚治虫、吾妻ひでお、鳥山明…」
- 『サイゾー』2012年12月号 サイゾー p.42-43
  - 高橋ダイスケ「タブーなマンガ マンガ業界ウラ話『よいこの黙示録』『魂のアソコ』『ぢるぢる日記』etc…マンガ家たちはなぜ自殺したのか？最期の作品に隠された“遺言”」